# Satnija hrvatskih umjetnika
Satnija hrvatskih umjetnika je bila hrvatska vojna postrojba. Bila je dijelom ZNG-a.

## Povijest
Hrvatska su umjetnička društva koncem ljeta 1991. godine utemeljila Zbor hrvatskih umjetnika. 
U tom su razdoblju brojni hrvatski umjetnici htjeli dragovoljno braniti Hrvatsku od velikosrpske agresije. Radi udovoljavanja njihovoj želji, osnovalo se Satniju hrvatskih umjetnika, a sami Zbor hrvatskih umjetnika je postao dijelom ZNG-a.
20. listopada 1991. godine je bila smotra pripadnika te satnije, a izvelo ju se na Maksimiru ispod Mogile. Taj se dan uzima kao dan ove postrojbe. Voditelj satnije na toj smotri bio je Vinko Šebrek. Ratni zapovjednik te postrojbe je bio književnik Josip Palada.
Glavni stožer ZNG-a je naložio ovoj postrojbi kao glavnu zadaću obilaziti prve crte bojišta. Ondje su snimali filmskim kamerama, kako za dokumentiranje, tako i radi obavještavanja elektroničkih medija, svjedočeći, dokumentirajući i šireći istinu o Domovinskom ratu.